# 梅日里奇恰 (索卡爾區)
50°19′57″N 24°13′4″E / 50.33250°N 24.21778°E
梅日里奇恰（烏克蘭語：Межиріччя），是烏克蘭西部的村莊，隸屬利維夫州的舍普季茨基區。該村始建於1947年，面積1.74平方公里，海拔高度190米，2001年人口1,087，人口密度每平方公里625.07人。